# Jason Naidovski
Jason Naidovski (* 19. Juli 1989 in Sydney) ist ein australischer Fußballspieler.

## Karriere
Naidovski wurde 1989 als Sohn mazedonischer Eltern im australischen Adelaide geboren und begann mit dem Fußballspiel als Fünfjähriger bei einem lokalen Klub. Ab seinem 12. Lebensjahr spielte er für die Bankstown City Lions, einem besonders in der mazedonischen Gemeinde verwurzelten Fußballverein. Später spielte er für zwei Jahre in der Jugendabteilung der Marconi Stallions, bevor er ein Stipendium am NSW Institute of Sport erhielt. 16-jährig gab er sein Debüt für die erste Mannschaft von Marconi in der New South Wales Premier League.
2007 und 2008 erhielt Naidovski ein Stipendium für das Australian Institute of Sport, bevor er einen Profivertrag beim A-League-Klub Newcastle United Jets unterzeichnete. Durch seine Teilnahme mit der australischen Auswahl an der U-19-Asienmeisterschaft 2008, bei der sich die australische Mannschaft für die Junioren-WM 2009 qualifizierte, fehlte er zwei Monate während der laufenden Saison. Wenige Wochen nach seinem Ligadebüt verletzte er sich Anfang Dezember schwer am Knie und fiel für die restliche Saison aus, wodurch er in seiner Debütsaison auf lediglich drei Einsätze kam.